# 山形国際ドキュメンタリー映画祭
山形国際ドキュメンタリー映画祭（やまがたこくさいドキュメンタリーえいがさい、英: Yamagata International Documentary Film Festival、略称：YIDFF）は、山形市で隔年開催される映画祭、またそれを主催する認定特定非営利活動法人。

## 概要
1989年に市制施行百周年を控える山形市に発足したやまがた100周年記念事業推進協議会（会長金澤忠雄同市長）が、記念事業の企画を市民代表から募ったところ、「継続的な文化イベントとして映画祭はどうか」との提案があった。この提案を受け、同協議会が上山市牧野に移住し制作活動を行っていたドキュメンタリー映画監督の小川紳介にアドバイスを乞うたところ、小川は希少価値の高い映画祭にするためにアジア地域では初となるドキュメンタリーに特化した映画祭として開催することを勧め、加えて、開催するにあたっては持続的な映画祭とするために行政任せにせず、市民の参加が不可欠であるとの認識を示した。
小川からのアドバイスを踏まえ、山形国際ドキュメンタリー映画祭（YIDFF）は、ベルリン映画祭などに倣って、上映作品について市民が取材して紹介する「デイリー・ニュース」の発行を行うなど、市民参加型の映画祭として1989年に第1回が企画、実施された。以後、この年を起点として隔年に開催されている。
開催時期は、10月初旬の1週間で、山形市中央公民館ホール（az七日町）、山形市民会館、山形美術館、フォーラム山形の4会場に分けて上映される。コンペティションは、インターナショナル・コンペティション部門と、アジアのドキュメンタリー作品を対象としたアジア千波万波部門がある。
第1回から9回までは山形国際ドキュメンタリー映画祭実行委員会と山形市が主催していた。この間、市は開催年に1億円、開催されない年には5千万円の補助をしていた。しかし、事業が赤字を抱えたため、2006年に市から独立し（後述の独立の経緯を参照）、翌年に特定非営利活動法人 山形国際ドキュメンタリー映画祭を設立。第10回から市は共催者となった。また、YIDFFは2013年に税制上の優遇措置が受けられる認定NPO法人に移行している。
2017年11月、山形市はYIDFFを開催し、アジアなどの若手監督の育成に貢献するなど、映像文化を育んできたため、国連教育科学文化機関（UNESCO）に申請していた「ユネスコ創造都市ネットワーク」における映画分野での加盟が認められたと発表した。また、翌年8月、YIDFFは米国アカデミー賞の公認映画祭に認定された。これによって、YIDFFで大賞を受賞した作品はアカデミー賞への応募資格を得ることになった。
YIDFFが開催されない中間年には、前年の映画祭で上映した作品の一部を東京で上映する「ドキュメンタリー・ドリーム・ショー 山形 in 東京」が行われている。

### 独立の経緯
開催以来、山形市はYIDFFの開催に予算を支出してきた。しかし、事業が赤字を抱えていたため、2005年度に市が行財政改革の一環として組織した外部評価委員は、YIDFFを「抜本的な見直しが必要」とC評価を付けた。これを受け、市は2006年4月に映画祭事務局を市の組織から切り離した。また同年10月には、柔軟な事業展開が可能なNPO法人に移行するため、法人化を申請するための設立総会を開き、翌年に法人化が認証された。

### 運営法人の活動
YIDFFは、隔年の映画祭開催のほか、過去に上映された作品のフィルムの貸し出しや市民に映画鑑賞の機会を提供する「山形ドキュメンタリーフィルムライブラリー」の運営、貴重な作品や往年の名優たちが活躍する名作映画など、ドキュメンタリー映画に限らず、映画本来の魅力を伝えるイベント上映を行い、日常的に映画・映像との出会いを提供する活動を行っている。また映画祭開催時には「香味庵クラブ」などの、作り手と観客が交流できる場を作っている。
2011年の東日本大震災直後の4月8日から復興支援上映会を避難所で開催し、その後、東北の被災地3県を巡回する無料上映会「シネマエール東北」に合流、映画の力で被災者を元気にしようと、避難所や集会所で邦画やアニメなどを上映した。
2017年度の映画祭に向けた広報活動として、2016年9月には市民による実行委員会や県内各地の広報協力者、チケット販売協力者によるプレイベント「やまがたの山語り 山の恵みの映画たち 2016」、2016年11月にはこれまで映画祭作りに携わってきたボランティアや観客との交流イベント「私のドキュやま 大芋煮会ー映画祭を語るー」を開催した。
このほか、Webサイトは定期的に更新し、メール配信サービス「YIDFFニュース」は日本語版と英語版を月一回配信している。海外の映画祭事情も取り上げている。さらにTwitterやFacebookでの情報発信、ラジオ出演、雑誌連載など、宣伝活動は多岐にわたる。

### 映画祭の役割
2015年のインターナショナル・コンペティション部門で大賞「ロバート・フランシス・フラハティ賞」を獲得したポルトガルのペドロ・コスタ監督は、「この映画祭はすべての映画作家のなかで伝説的な存在だ。映画が芸術以上の存在であり、さまざまな人の心に触れることができる存在だと考えさせてくれる」と述べている。
しかし、YIDFFは映画関係者からの評判は高いもの、市民からみるとハードルが高いという意見もある。このような状況をふまえ、2007年に始まった山形と関連づけた特集プログラム「やまがたと映画」や市民と映画を繋げる機会を設けるなどあらゆる活動を行った結果、地元の浸透度合いは、映画祭来場者の居住地調査によると2007年の37%から2017年には45%と10ポイント近く増え、インターナショナル・コンペティションでも地元客が8割を占めた作品があり、徐々にメインプログラムにも浸透している様子がうかがえると山形新聞は報じている。
また近年の映画祭においては、上映プログラムに広告を掲載したりするなど飲食店の紹介を充実させ、山形産の果物や酒文化を味わえるカクテルミーティングを共催するなど、県外客が山形滞在を楽しめるような企画も出てきている。

### 金曜上映会
山形ビッグウイングの会議棟3階に位置する山形ドキュメンタリーフィルムライブラリーで、毎月第2・4金曜日に上映会を行っている。上映会は会員制になっており、参加者は「金曜上映会鑑賞会」に入会が必要。入会は無料で、当日の入会も可能である。

### 香味庵クラブ
交流広場「香味庵クラブ」は山形国際ドキュメンタリー映画祭の名物。
1989年の第1回目の映画祭時、上映後の深夜に行き場のなくなったゲストや観客たちは、コンビニエンスストアの店先や歩道に座り込んで映画談義を行っていたという。その窮状を見かね、社会奉仕活動をしている青年会議所のOBらが掛け合い、老舗漬物店丸八やたら漬の店舗に併設された郷土料理店「香味庵まるはち」（山形市旅籠町二丁目）を、午後10時以降開放してもらえることになった。毎回、監督や映画関係者、観客による映画談義が未明まで続く。この交流によって、観客から作り手へと転身する者もいる。店名に基づき「香味庵クラブ」と名付けられた。現在、山形ビューティフルコミッションを中心とするボランティア団体、さらに市民有志の協力により、運営を行っている。
入場料は500円。おつまみと飲み物が付き、芋煮や漬物は無料で食べることができる。映画祭開催初期のアジア経済は発展途上にあり、日本でのコーヒー1杯分のお金で故国の家族が1日生活できていた。せっかく訪れているのだから山形を知って味わってもらいたいという思いから低価格で集まれる場を形成した、と山形新聞の掲載記事でYIDFF「やまがたと映画」特集コーディネーターだった富塚正輝は語っている。合言葉は「ヤマガタに行ったらコウミアンへ」「香味庵で会いましょう」。
だが、漬物の需要低迷に新型コロナウイルス感染拡大が重なり、丸八やたら漬は2020年5月末で廃業することになった。店舗と土地は東京のマンション事業者に売却され、国登録有形文化財の建物は取り壊される見通しである。

### 山形ドキュメンタリー・フィルム・ライブラリー
山形国際交流プラザ（山形ビッグウイング）内にある山形ドキュメンタリー・フィルム・ライブラリーは、映画祭に応募された作品をはじめとするドキュメンタリー映画の作品を、次世代に引き継ぐ貴重な文化資源として収集・保存するとともに、多くの方々へ鑑賞してもらうため、1994年に設置された。上映設備をもつ試写室や、無料で鑑賞できるビデオブース、関係図書・資料を収蔵している。
ここでは作品の貸出の他に、毎月2回行われる上映会や小中学生を対象にした映画のワークショップ。収蔵作品の約8000本を対象とした学術的な研究のサポートや、東日本大震災に関わる記録映画を対象とした3.11ドキュメンタリーフィルムアーカイブプロジェクトを行っている。

### 作品の貸し出しについて
山形国際ドキュメンタリー映画祭では、山形ドキュメンタリーフィルムライブラリー所蔵作品の貸し出しを行っている。貸し出しの目的は、過去の映画祭で上映され、権利者から許諾を得た作品を貸し出すことで、より多くの人々に鑑賞の機会を提供し、ドキュメンタリー映画に対する理解を深めてもらうことである。作品の貸し出しは学校単位や個人で開く上映会などの営利を目的としない場合に限って行われている。1作品2回上映までで、料金2～3万円。3回以上の上映は1回につき50%の追加料金が加算される。作品は県内外に貸し出しされている。作品を市民の手で上映しようという動きが山形市で始まり、有志の市民グループが資金を出し合い上映会を開いた例もある。
映画祭のフィルムライブラリーに蓄積されている貸し出し可能作品は100本、無料で閲覧できるビデオは7000本を超えた。

### 3.11ドキュメンタリー・フィルム・アーカイブ
3.11ドキュメンタリー・フィルム・アーカイブとは、認定NPO法人山形国際ドキュメンタリー映画祭が東日本大震災を記録した映画とそれに関する情報を集め保存、発信するプロジェクトである。事業としては、作品と関連資料の保存、ウェブでの作品データの公開の2本立てとなっている。ウェブには作品の概要や、監督のプロフィールなどの情報を日英2言語で掲載しており、既に約60本の情報が紹介されている。山形ドキュメンタリーフィルムライブラリーでは収蔵された全作品の全作品のDVDを館内で個人視聴できるほか、広報物などの関連資料が閲覧できる。また、スクリーン上映に耐えうる高画質記録媒体での保存も行っている。

### 映画祭ボランティア
山形国際ドキュメンタリー映画祭は、たくさんのボランティアに支えられている。1989年に始まったこの映画祭では、「山形に映画祭を開こう」という地元の若者たちがボランティアスタッフとして集まった。ボランティアスタッフは主婦や学生、フリーの司会者など多彩な顔ぶれで、中にはわざわざ遠くから訪れる人もいる。その役割は多岐に及んでおり、会場運営や「香味庵クラブ」の運営、海外ゲストに随行する語学サポーターなどが含まれる。ボランティア団体の「YIDFFネットワーク」は開催期間外でも「金曜上映会」などの上映会を映画祭と協力して開いている。また、「デイリー・ニュース」は、ボランティアが監督らへの取材や翻訳まで手がけ、期間中毎日発行し、主会場で配布している。

### YIDFFネットワークについて
YIDFFネットワークとは、「山形国際ドキュメンタリー映画祭ネットワーク」の略称である。
このネットワークは、映画祭のために何かできないかと県内各地域から集まった緩やかな連帯者たちによって構成されたボランティア団体である。
当時山形県映画センターに籍を置いていた髙橋卓也（山形国際ドキュメンタリー映画祭山形事務局元事務局長）が、故小川紳介監督に刺激を受け、映画祭を支える若者を集めようと、県内のあらゆる地域に声をかけ始めたのがきっかけである。
映画祭は山形市主催のものであったが、市当局はのちに情宣活動を彼らに任せ始める。市当局とボランティアの間に事務局連絡網が必要となり、正式にネットワークが結成された。（1989年7月29・30日）
ネットワークは、各地でのプレイベント上映、仲間づくりと映画祭鑑賞券販売、チラシ配りやポスターの貼り出し、参加監督インタビューや日刊新聞発行などを行った。
10回目の開催を迎えた2007年、山形国際ドキュメンタリー映画祭はＮＰＯ法人が運営する民間主導の方式に変わり、ネットワークが映画祭事務局の中心的な役割を果たすようになった。飯塚俊男監督作品「映画の都 ふたたび」には、第一回の映画祭で生まれたネットワークで活躍してきた人々が、年月を経て映画祭事務局の主要メンバーに成長している現状描写から始まり、その人々が民営化によって自由さをなくし実務に追われる苦悩が描かれている。

### ドキュ山ユースについて
認定NPO法人山形国際ドキュメンタリー映画祭は2017年10月の映画祭から、映画祭に関わる若い層を増やすため、高校生・大学生のボランティア枠を設けた。
2017年の映画祭では64人の県内高校生がボランティアとして参加。チケットのもぎりや会場の誘導など運営を手伝いながら、ドキュメンタリー映画に触れた。その経験によりドキュメンタリー映画の魅力を同世代にも伝えたいと考えた高校生7人により結成されたのが「ドキュ山ユース」である。山形市がユネスコの創造都市ネットワークに認定される契機になった国際的にも認知されている同映画祭だが、10代の来場者が少ないという懸念を改善しようと結成された。活動内容は、映画祭前のワークショップ、期間中のボランティア、自主上映会の開催などがある。
自主上映会では多くの場合、映画監督を招き、パネル討論や意見交換が行われる。上映作品の選定から当日の司会までドキュ山ユースが手がける。難解だと思われがちなドキュメンタリー映画の持つ様々な魅力を若者に届けることを目標に活動している。

## コンペティション
- インターナショナル・コンペティション部門
  - 上映数：15作品
  - ロバート＆フランシス・フラハティ賞（大賞）
  - 山形市長賞（最優秀賞）
  - 優秀賞
  - 特別賞
- アジア千波万波部門
  - 小川紳介賞
  - 奨励賞
  - 特別賞
- 市民賞
  - 上映作品を観た人の投票による。
- 国際批評家連盟（FIPRESCI）賞

## 特集プログラム
YIDFFは、日本の最新の秀作を紹介する「日本プログラム」、山形にまつわる映画・映画人を紹介する「やまがたと映画」、東日本大震災に関する映画を上映する「ともにあるCinema with Us」などに加え、古今東西の映画人・映画文化を紹介するバラエティ豊かな特集上映を設けている。
近年では、2013年に作家特集「未来の記憶のために―クリス・マルケルの旅と闘い」が行われ、主題を掲げての特集としては倫理的な課題を検討する「6つの眼差(まなざ)しと〈倫理マシーン〉」などが行われた。
2015年には、「ラテンアメリカ――人々とその時間：記憶、情熱、労働と人生」が特集され、2017年には、前回のラテンアメリカ特集から連なり、現代アフリカとそこで生きる人々の姿に注目する「アフリカを／から観る」などが行われた。

## 沿革
- 1989年 - 山形市制施行100周年記念事業として「山形国際ドキュメンタリー映画祭‘89」開催。
- 1990年 - 山形国際ドキュメンタリー映画祭実行委員会成立。
- 2006年10月21日 - 「特定非営利活動法人（NPO法人）山形国際ドキュメンタリー映画祭」設立。
- 2007年 - 山形県より法人化認証、登記、法人成立。
- 2013年10月8日 - 「認定NPO法人」認定。

### 受賞歴
- 1998年2月 - 第26回日本映画ペンクラブ賞。
- 2001年11月 - 第25回山路ふみ子文化賞[48]。
- 2005年 - 第54回河北文化賞。
- 2006年10月 - 国際交流基金国際交流奨励賞・文化芸術交流賞[49]。
- 2007年8月 - サントリー地域文化賞[50]。
- 2008年3月 - 第25回NHK東北ふるさと賞。
- 2011年7月 - 第29回川喜多賞[51]。
- 2012年3月 - 第9回シネマ夢楽部賞[52]。
- 2013年10月 - 第3回地域再生大賞・準大賞[53]。

### 過去の映画祭

#### 山形国際ドキュメンタリー映画祭 2017
YIDFF 2017は、2017年10月5日から10月12日まで、山形市中央公民館、山形市民会館、フォーラム山形、山形美術館、KUGURUを会場に開催された。
上映作品数
161本
作品総応募数
- インターナショナル・コンペティション：1,146本、121の国と地域から
- アジア千波万波：645本、63の国と地域から

参加人数
- 入場者：22,089

主な受賞作品
- インターナショナル・コンペティション部門
  - ロバート＆フランシス・フラハティ賞（大賞）
    - 『オラとニコデムの家』監督：アンナ・ザメツカ/ポーランド

  - 山形市長賞（最優秀賞）
    - 『カーキ色の記憶』監督：アルフォーズ・タンジュール/カタール

  - 優秀賞
    - 『孤独な存在』監督：沙青（シャー・チン）/中国
    - 『私はあなたのニグロではない』監督：ラウル・ペック/アメリカ、フランス、ベルギー、スイス

  - 特別賞
    - 『激情の時』監督：ジョアン・モレイラ・サレス/ブラジル
- アジア千波万波部門
  - 小川紳介賞
    - 『乱世備忘 僕らの雨傘運動』監督：陳梓桓（チャン・ジーウン）/香港

  - 奨励賞
    - 『人として暮らす』監督：ソン・ユニョク/韓国
    - 『あまねき調べ』監督：アヌシュカ・ミーナークシ、イーシュワル・シュリクマール/インド

  - 特別賞
    - 『パムソム海賊団、ソウル・インフェルノ』監督：チョン・ユンソク/韓国
    - 『翡翠之城』監督：趙德胤（チャオ・ダーイン／ミディ・ジー）/台湾・ミャンマー
- 市民賞
  - 『ニッポン国VS泉南石綿村』監督：原一男/日本[55]
- 日本監督協会賞
  - 『あまねき調べ』監督：アヌシュカ・ミーナークシ、イーシュワル・シュリクマール/インド

#### 山形国際ドキュメンタリー映画祭 2015
YIDFF 2015は、2015年10月8日から10月15日まで、山形市中央公民館、山形市民会館、フォーラム山形、山形美術館を会場に開催された。
上映作品数165本、45の国と地域から
作品総応募数
- インターナショナル・コンペティション：1,196本、116の国と地域から
- アジア千波万波：678本、59の国と地域から

参加人数
- 入場者：24,290
- ゲスト：206
- プレス：322
- ボランティア：346

主な受賞作品
- インターナショナル・コンペティション部門
  - ロバート＆フランシス・フラハティ賞（大賞）
    - 『ホースマネー』監督：ペドロ・コスタ/ポルトガル

  - 山形市長賞（最優秀賞）
    - 『真珠のボタン』監督：パトリシオ・グスマン/フランス、チリ、スペイン

  - 優秀賞
    - 『祖国ーイラク零年』監督：アッバース・ファーデイル/イラク、フランス
    - 『銀の水-シリア・セルフレポート』監督：オサーマ・モハンメド、ウィアーム・シマヴ・ベデルカーン/シリア、フランス

  - 特別賞
    - 『女たち、彼女たち』監督：フリア・ペッシェ/アルゼンチン
- アジア千波万波部門
  - 小川紳介賞
    - 『たむろする男たち』監督：マーヤ・アブドゥル＝マラク/フランス、レバノン

  - 奨励賞
    - 『蛇の皮』監督：ダニエル・フイ/シンガポール、ポルトガル
    - 『ラダック それぞれの物語』監督：奥間勝也/日本

  - 特別賞
    - 『きらめく拍手の音』監督：イギル・ボラ/韓国
    - 『ミーナーについてのお話』監督：カウェー・マザーヘリー/イラン
    - 『鉱（あらがね）』監督：小田香/日本
    - 『わたしはまだデリーを見ていない』監督：フマイラ・ビルキス/バングラデシュ

- 市民賞
  - 『祖国ーイラク零年』監督：アッバース・ファーデイル/イラク、フランス
- 日本監督協会賞
  - 『私の非常な家』監督：アオリ/韓国

#### 山形国際ドキュメンタリー映画祭 2013
YIDFF 2013は、2013年10月10日から10月17日まで、山形市中央公民館、山形市民会館、フォーラム山形、山形美術館を会場に開催された。
上映作品数
212本、44の国と地域から
作品総応募数
- インターナショナル・コンペティション：1,153本、117の国と地域から
- アジア千波万波：608本、63の国と地域から

参加人数
- 入場者：22,353
- ゲスト：238
- プレス：278
- ボランティア：390

主な受賞作品
- インターナショナル・コンペティション部門
  - ロバート＆フランシス・フラハティ賞（大賞）
    - 『我々のものではない世界』監督：マハディー・フレフェル/パレスティナ、アラブ首長国連邦、イギリス

  - 山形市長賞（最優秀賞）
    - 『殺人という行為』監督：ジョシュア・オッペンハイマー/デンマーク、インドネシア、ノルウェー、イギリス

  - 優秀賞
    - 『リヴィジョン／検証』監督：フィリップ・シェフナー/ドイツ
    - 『サンティアゴの扉』監督：イグナシオ・アグエロ/チリ

  - 特別賞
    - 『蜘蛛の地』監督：キム・ドンリョン、パク・ギョンテ/韓国
- アジア千波万波部門
  - 小川紳介賞
    - 『ブアさんのござ』監督：ズーン・モン・トゥー/ヴェトナム

  - 奨励賞
    - 『怒れる沿線：山谷（さんや）』監督：陳彦楷（チャン・インカイ）/香港
    - 『モーターラマ』監督：マレク・シャフィイ、ディアナ・サケブ/アフガニスタン

  - 特別賞
    - 『戦争に抱（いだ）かれて』監督：アッジャーニ・アルンパック/フィリピン

- 市民賞
  - 『パンク・シンドローム』監督：ユッカ・カルッカイネン、J-P・パッシ/フィンランド、ノルウェー、スウェーデン
  - 『標的の村』監督：三上智恵/日本
- コミュニティシネマ賞
  - 『何があったのか、知りたい（知ってほしい）』監督：エラ・プリーセ、ヌ・ヴァ、トゥノル・ロ村の人々/カンボジア
- 日本監督協会賞
  - 『標的の村』監督：三上智恵/日本
- 特別賞
  - 『愛しきトンド』監督：ジュエル・マラナン/フィリピン
- スカパー！IDEHA賞
  - 『オトヲカル』監督：、村上賢司/日本
  - 『うたうひと』監督：酒井耕、濱口竜介/日本

#### 山形国際ドキュメンタリー映画祭 2011
YIDFF 2011は、2011年10月6日から10月13日まで、山形市中央公民館、山形市民会館、フォーラム山形、山形美術館を会場に開催された。
上映作品数
241本、33の国と地域から
作品総応募数
- インターナショナル・コンペティション部門： 101の国と地域から1,078本
- アジア千波万波 部門： 63の国と地域から705本

参加人数
- 入場者：23,373
- ゲスト：251
- プレス：218
- ボランティア：353

受賞結果
- インターナショナル・コンペティション部門
  - ロバート＆フランシス・フラハティ賞（大賞）：
    - 『密告者とその家族』 The Collaborator and His Family （監督：ルーシー・シャツ、アディ・バラシュ／アメリカ、イスラエル、フランス） 

  - 山形市長賞（最優秀賞）：
    - 『光、ノスタルジア』 Nostalgia for the Light （監督：パトリシオ・グスマン／フランス、ドイツ、チリ） 

  - 優秀賞：
    - 『阿仆大（アプダ）』 Apuda （監督：和淵（ホー・ユェン）／中国） 
    - 『5頭の象と生きる女』 The Woman with the 5 Elephants （監督：ヴァディム・イェンドレイコ／スイス、ドイツ） 

  - 特別賞
    - 『殊勲十字章』 Distinguished Flying Cross （監督：トラヴィス・ウィルカーソン／アメリカ）
- アジア千波万波 部門
  - 小川紳介賞：
    - 『雨果（ユィグォ）の休暇』 Yuguo and His Mother （監督：顧桃（グー・タオ）／中国） 

  - 奨励賞：
    - 『アミン』 Amin （監督：シャヒーン・パルハミ／イラン、韓国、カナダ） 
    - 『龍山（ヨンサン）』 Yongsan （監督：ムン・ジョンヒョン／韓国） 

  - 特別賞：
    - 『ソレイユのこどもたち』 Children of Soleil （監督：奥谷洋一郎／日本） 
    - 『柔らかな河、鉄の橋』 Hard Rails across a Gentle River （監督：チャン・タイン・ヒエン、ファム・トゥー・ハン、ドー・ヴァン・ホアン、チャン・ティ・アイン・フゥン／ベトナム） 
    - 『水手』 Water Hands （監督：ヴラディミル・トドロヴィッチ／シンガポール、セルビア、モンテネグロ）
- 市民賞：
  - 『5頭の象と生きる女』 The Woman with the 5 Elephants （監督：ヴァディム・イェンドレイコ／スイス、ドイツ） 
  - 『イラン式料理本』 Iranian Cookbook （監督：モハマド・シルワーニ／イラン）
- コミュニティシネマ賞：
  - 『イラン式料理本』 Iranian Cookbook （監督：モハマド・シルワーニ／イラン） 
  - 東日本大震災復興支援上映プロジェクト「ともにある Cinema with Us」
- 日本映画監督協会賞：
  - 『監獄と楽園』 Prison and Paradise （監督：ダニエル・ルディ・ハリヤント／インドネシア）
- スカパー！ IDEHA賞：
  - 『さようならUR』 Goodbye UR--Japanese Social Housing Crisis （監督：早川由美子／日本）

#### 山形国際ドキュメンタリー映画祭 2009
YIDFF 2009は、2009年10月8日から10月15日まで、山形市中央公民館、山形市民会館、フォーラム山形、ソラリスを会場に開催された。
上映作品数
123本、30の国と地域から
作品総応募数
1,796本、119の国と地域から
参加人数
- 入場者：22,195
- ゲスト：198
- プレス：211
- ボランティア：246

主な受賞作品
- インターナショナル・コンペティション部門
  - ロバート＆フランシス・フラハティ賞（大賞）
    - 『包囲：デモクラシーとネオリベラリズムの罠』監督：リシャール・ブルイエット/カナダ

アメリカに代表される新自由主義への批判から構成されたインタビュー・ドキュメンタリー。
  - 山形市長賞（最優秀賞）
    - 『忘却』監督：エディ・ホニグマン/オランダ、ドイツ
- アジア千波万波部門
  - 小川紳介賞
    - 『アメリカ通り』監督：キム・ドンリョン/韓国

#### 山形国際ドキュメンタリー映画祭 2007
YIDFF 2007は、2007年10月4日から10月11日まで、山形市中央公民館、ミューズ、フォーラム山形、山形市民会館、東北芸術工科大学を会場に開催された。
上映作品数
238本、31の国と地域から
作品総応募数
1,633本、108の国と地域から
参加人数
- 入場者：23,387
- ゲスト：171
- プレス：265
- ボランティア：277

主な受賞作品
- インターナショナル・コンペティション部門
  - ロバート＆フランシス・フラハティ賞（大賞）
    - 『鳳鳴（フォンミン）― 中国の記憶』監督：王兵（ワン・ビン）/中国

新聞記者だった夫の記事が原因で強制収容所へ送られ、以後約30年後に名誉回復するまでのある女性の生涯を描く。
  - 山形市長賞（最優秀賞）
    - 『アレンテージョ、めぐりあい』監督：ピエール＝マリー・グレ/ポルトガル、フランス
- アジア千波万波部門
  - 小川紳介賞
    - 『秉愛（ビンアイ）』監督：馮艶（フォン・イェン）/中国

#### 山形国際ドキュメンタリー映画祭 2005
YIDFF 2005は、2005年10月7日から10月13日まで、山形市中央公民館、ミューズ、シネマ旭、フォーラム山形、東北芸術工科大学を会場に開催された。
上映作品数
145本、32の国と地域から
作品総応募数
1,628本、104の国と地域から
参加人数
- 入場者：19,963
- ゲスト：184
- プレス：292
- ボランティア：275

主な受賞作品
- インターナショナル・コンペティション部門
  - ロバート＆フランシス・フラハティ賞（大賞）
    - 『水没の前に』監督：李一凡（リ・イーファン）、鄢雨（イェン・ユィ）/中国

2009年に完成予定の中国・三峡ダムに関するドキュメンタリー。
  - 山形市長賞（最優秀賞）
    - 『ルート181』監督：ミシェル・クレフィ、エイアル・シヴァン/ベルギー、フランス、イギリス、ドイツ
- アジア千波万波部門
  - 小川紳介賞
    - 『チーズ と うじ虫』監督：加藤治代/日本

#### 山形国際ドキュメンタリー映画祭 2003
YIDFF 2003は、2003年10月10日から10月16日まで、山形市中央公民館、ミューズ、ソラリス、山形テルサ、蔵オビハチ、山形県遊学館を会場に開催された。
上映作品数
177本、31の国と地域から
作品総応募数
1,454本、98の国と地域から
参加人数
- 入場者：19,338
- ゲスト：112
- プレス：347
- ボランティア：246

主な受賞作品
- インターナショナル・コンペティション部門
  - ロバート＆フランシス・フラハティ賞（大賞）
    - 『鉄西区』監督：王兵（ワン・ビン）/中国

工業地域である中国東北部の瀋陽・鉄西区の移り変わりを描く、9時間の長編。
  - 山形市長賞（最優秀賞）
    - 『スティーヴィ』監督：スティーヴ・ジェイムス/アメリカ
- アジア千波万波部門
  - 小川紳介賞
    - 『一緒の時』監督：沙青（シャー・チン）/中国

#### 山形国際ドキュメンタリー映画祭 2001
YIDFF 2001は、2001年10月3日から10月9日まで、山形市中央公民館、山形市民会館、ミューズ、ソラリス、山形県遊学館を会場に開催された。
上映作品数
173本
作品総応募数
1,218本、88の国と地域から
参加人数
- 入場者：18,490
- ゲスト：88
- プレス：335
- ボランティア：208

主な受賞作品
- インターナショナル・コンペティション部門
  - ロバート＆フランシス・フラハティ賞（大賞）
    - 『さすらう者たちの地』監督：リティー・パニュ/フランス

内戦により荒廃したカンボジアの労働者を描く。
  - 山形市長賞（最優秀賞）
    - 『ヴァンダの部屋』監督：ペドロ・コスタ/ポルトガル、ドイツ、スイス
- アジア千波万波部門
  - 小川紳介賞
    - 『夢の中で』『愛についての実話』監督：メリッサ・リー/オーストラリア

#### 山形国際ドキュメンタリー映画祭 '99
YIDFF '99は1999年10月19日から10月25日まで、山形市中央公民館、山形市民会館、フォーラム、ミューズ、ヌーベルF、山形県遊学館を会場に開催された。
上映作品数
188本
作品総応募数
745本、74の国と地域から
参加人数
- 入場者：20,600
- ゲスト：138
- プレス：351
- ボランティア：227

主な受賞作品
- インターナショナル・コンペティション部門
  - ロバート＆フランシス・フラハティ賞（大賞）
    - 『不在の心象』監督：ヘルマン・クラル/ドイツ

ドイツに渡ったブエノスアイレス出身の監督による、家族のインタビューを通した自分探しの旅。
  - 山形市長賞（最優秀賞）
    - 『メイン州ベルファスト』監督：フレデリック・ワイズマン/アメリカ
- アジア千波万波部門
  - 小川紳介賞
    - 『ハイウェイで泳ぐ』監督：呉耀東（ウー・ヤオドン）/台湾

#### 山形国際ドキュメンタリー映画祭 '97
YIDFF '97は、1997年10月6日から10月13日まで、山形市中央公民館、山形ビッグウイング、フォーラム、ミューズ、ヌーベルF、山形県遊学館を会場に開催された。
上映作品数
187本
作品総応募数
420、56の国と地域から
参加人数
- 入場者：22,875
- ゲスト：110
- プレス：330
- ボランティア：487

主な受賞作品
- インターナショナル・コンペティション部門
  - ロバート＆フランシス・フラハティ賞（大賞）
    - 『エルサレム断章』監督：ロン・ハヴィリオ/イスラエル

エルサレムに関する6時間に渡るドキュメンタリー。
  - 山形市長賞（最優秀賞）
    - 『アフリカ、痛みはいかがですか？』監督：レイモン・ドゥパルドン/フランス
- アジア千波万波部門
  - 小川紳介賞
    - 『鳳凰橋を離れて』監督：季紅（リー・ホン）/中国

#### 山形国際ドキュメンタリー映画祭 '95
YIDFF '95は、1995年10月3日から10月9日まで、山形市中央公民館、山形ビッグウイング、フォーラム、ミューズ、ヌーベルF、電影七変化シアターを会場に開催された。
上映作品数
278本
作品総応募数
436本、45の国と地域から
参加人数
- 入場者：21,028
- ゲスト：85
- プレス：350
- ボランティア：435

主な受賞作品
- インターナショナル・コンペティション部門
  - ロバート＆フランシス・フラハティ賞（大賞）
    - 『選択と運命』監督：ツィピ・ライベンバッハ/イスラエル

ホロコーストの生き残りである監督自身の両親を描く。
  - 山形市長賞（最優秀賞）
    - 『メタル＆メランコリー』監督：エディ・ホニグマン/オランダ
- アジア千波万波部門
  - 小川紳介賞
    - 『ナヌムの家』監督：ビョン・ヨンジュ/韓国

#### 山形国際ドキュメンタリー映画祭 '93
YIDFF '93は、1993年10月5日から11日まで、山形市中央公民館、フォーラム、ミューズ、ヌーベルF、先住民シアターを会場に開催された。
上映作品数
139本
作品総応募数
381本、56の国と地域から
参加人数
- 入場者：20,509
- ゲスト：106
- プレス：320
- ボランティア：300

主な受賞作品
- インターナショナル・コンペティション部門
  - ロバート＆フランシス・フラハティ賞（大賞）
    - 『黒い収穫』監督：ボブ・コノリー、ロビン・アンダーソン/オーストラリア

パプア・ニューギニアのコーヒー・プランテーションをめぐる部落抗争を描く。
  - 山形市長賞（最優秀賞）
    - 『動物園』監督：フレデリック・ワイズマン/アメリカ
- アジア千波万波部門
  - 小川紳介賞
    - 『私の紅衛兵時代』監督：呉文光（ウー・ウェンガン）/中国

#### 山形国際ドキュメンタリー映画祭 '91
YIDFF '91は、1991年10月7日から10月13日まで、山形市中央公民館、フォーラム、ミューズ、ヌーベルFを会場に開催された。
上映作品数
153本
作品総応募数
260本、38の国と地域から
参加人数
- 入場者：14,486
- ゲスト：107
- プレス：150
- ボランティア：250

主な受賞作品
- インターナショナル・コンペティション部門
  - ロバート＆フランシス・フラハティ賞（大賞）
    - 『頑固な夢』監督：ソボリッチ・ベーラ/ハンガリー

ハンガリーの田舎村にある、演劇サークルに関するドキュメンタリー。
  - 山形市長賞（最優秀賞）
    - 『閉ざされた時間』監督：シビル・シェーネマン/ドイツ

#### 山形国際ドキュメンタリー映画祭 '89
YIDFF '89は1989年10月10日から10月15日まで、山形市中央公民館、シネマプラザ、フォーラム、シネアート、スカラ座を会場に開催された。
上映作品数
80本
作品総応募数
221本、36の国と地域から
参加人数
- 入場者：11,920
- ゲスト：105
- プレス：80
- ボランティア：20

主な受賞作品
- インターナショナル・コンペティション部門

- - ロバート＆フランシス・フラハティ賞（大賞）
    - 『踏切のある通り』監督：イヴァルス・セレツキス/旧ソ連

ラトビア共和国の首都リガにある"踏切のある通り"に住む人々を描く。
  - 山形市長賞（最優秀賞）
    - 『ルート1』監督：ロバート・クレイマー/フランス